# David Jiříček
David Jiříček (Klatovy, República Checa, 28 de noviembre de 2003) es un jugador profesional checo de hockey sobre hielo que se desempeña en la posición de defensor derecho en Columbus Blue Jackets, equipo de la National Hockey League (NHL).

## Carrera
Fue seleccionado en la primera ronda en la NHL Entry Draft de 2022. Hizo su debut profesional con el equipo Columbus Blue Jackets, donde lleva jugando dos temporadas.